# Scrobigera chinensis
Scrobigera chinensis là một loài bướm đêm trong họ Noctuidae.